# Парфе Бізоза
Парфе Бізоза (англ. Parfait Bizoza, нар. 3 березня 1999, Скодьє, Норвегія) — бурундійський футболіст, опорний півзахисник данського клубу «Вендсюссель».

## Клубна кар'єра
Парфе Бізоза має бурундійське походження але народився у Норвегії у місті скодьє. Свою футбольну кар'єру Бізоза почав у клуб «Олесунн», де грав у молодіжному складі з 2015 року. На дорослому рівні Бзоза дебютував у клубах з нижчих дивізіонів Норвегії - «Герд» та «Рауфосс».
У березні 2020 року футболіст підписав з клубом «Олесунн» професійний контракт, дія якого розрахована до кінця 2022 року. Через рік півзахисник відправився в Росію, де приєднався до клубу «Уфа». В РПЛ Бізоза грав до кінця сезону і влітку 2021 року перейшов до клубу данського Першого дивізіону «Вендсюссель».

## Збірна
Наприкінці 2019 року Парфе Бізоза отримав виклик до національної збірної Бурунді на матчі відбору Кубка африканських націй проти збірних ЦАР та Марокко але на поле в тих іграх він так і не вийшов.